# 天神石坂
座標: 北緯35度42分27.1秒 東経139度46分6.5秒 / 北緯35.707528度 東経139.768472度天神石坂（てんじんいしざか）は東京都文京区湯島にある坂である。

## 概要
文京区湯島3丁目にある坂である。
坂上には、湯島天満宮がある。

## 由来
別名、天神男坂。38段の石段坂である。
すぐわきにある、ゆるやかな女坂に対して男坂という。
江戸時代の書物『御府備考』によると、
「湯島天神参拝のためのさかであったが、その後本郷から上野広小路に抜ける通り道になったという」